# محمد علی میرزا (مهندس)
محمد علی میرزا (انگلیسی: Muhammad Ali Mirza؛ زادهٔ ۴ اکتبر ۱۹۷۷) که همچنین به نام مهندس محمد علی میرزا یا میرزا جهلمی هم معروف است، پژوهشگر و مفسر پاکستانی است.

## زندگی‌نامه
محمد علی میرزا در روز ۴ اکتبر ۱۹۷۷ در جهلم، شهری در ایالت پنجاب، پاکستان به دنیا آمد.